# 1959年の文学
1959年の文学（1959ねんのぶんがく）では、1959年（昭和34年）の文学に関する出来事について記述する。

## できごと
- 1月20日 - 第40回芥川龍之介賞・直木三十五賞（1958年下半期）の選考委員会開催。
- 6月22日 - 『ヒッチコック・マガジン』創刊号（1959年8月号）が発売。発行は宝石社[1]。初代編集長は中原弓彦。
- 12月25日 - 『S-Fマガジン』創刊号（1960年2月号）が発売。発行は早川書房。初代編集長は福島正実。

## 受賞

### 日本国内
- 第40回（1958年下半期）芥川賞・直木賞（1月）
  - 芥川賞 - 該当作なし
  - 直木賞 - 城山三郎「総会屋錦城」、多岐川恭「落ちる」「ある脅迫」「笑う男」
- 第41回（1959年上半期）芥川賞・直木賞（7月）
  - 芥川賞 - 斯波四郎「山塔」
  - 直木賞 - 渡辺喜恵子『馬淵川』、平岩弓枝「鏨師」
- 群像新人文学賞（第2回） - 該当作なし

### 日本国外
- ノーベル文学賞 -  サルヴァトーレ・クァジモド
- ゴンクール賞（1958年度） - フランシス・ウォルダー 『Saint-Germain ou la Négociation』

## 1959年の本

### 小説
- ダニエル・キイス 『アルジャーノンに花束を』（中編版）
- フランソワーズ・サガン 『ブラームスはお好き』
- ギュンター・グラス 『ブリキの太鼓』
- カート・ヴォネガット 『タイタンの妖女』
- フィリップ・ロス 『さようならコロンバス』
- 松本清張 『小説帝銀事件』

### その他
- 高見順 『高見順日記』
- 野村胡堂 『胡堂百話』

## 死去
- 2月28日 - マクスウェル・アンダーソン、米国の劇作家。74歳没。
- 3月26日 - レイモンド・チャンドラー、米国の小説家。70歳没。
- 4月8日 - 高浜虚子、愛媛県出身の俳人。85歳没。
- 4月9日 - アンリ＝ピエール・ロシェ、フランスの画商、作家。79歳没。
- 4月30日 - 永井荷風、東京市出身の小説家。79歳没。
- 6月23日 - ボリス・ヴィアン、フランスの作家、詩人。39歳没。
- 8月1日 - フランシス・ド・ミオマンドル、フランスの小説家。79歳没。
- 10月8日 - 佐佐木治綱、東京府出身の歌人、国文学者。50歳没。